# Fredric March
Fredric March, rodným jménem Ernest Frederick McIntyre Bickel (31. srpna 1897 Racine – 14. dubna 1975 Los Angeles), byl americký herec.
Dvakrát získal Oscara za mužský herecký výkon v hlavní roli. Roku 1932 za film  Dr. Jekyll a pan Hyde a roku 1946 za Nejlepší léta našeho života. Nominován na sošku Akademie byl ještě třikrát. Již roku 1930 za hlavní roli ve filmu The Royal Family of Broadway, roku 1937 za romantický snímek Zrodila se hvězda a roku 1951 za Smrt obchodního cestujícího, za nějž nicméně získal aspoň Zlatý glóbus. Z pozdější tvorby vyniká například film Hodiny zoufalství, Hombre či Kdo seje vítr z roku 1960, pojednávající o opičím procesu; soudním řízení o tom, zda se má či nemá učit Darwinova evoluční teorie na amerických školách. March za svou roli v tomto snímku, který je považován za „analýzu mccarthismu“, získal Stříbrného medvěda na filmovém festivalu v Berlíně.